# بخش سدهارته نگر
بخش سدهارته نگر (به انگلیسی: Siddharthnagar district) یک بخش در هند است که در اوتار پرادش واقع شده‌است. بخش سدهارته نگر ۲٬۵۵۳٬۵۲۶ نفر جمعیت دارد.